# Estación Dolavon

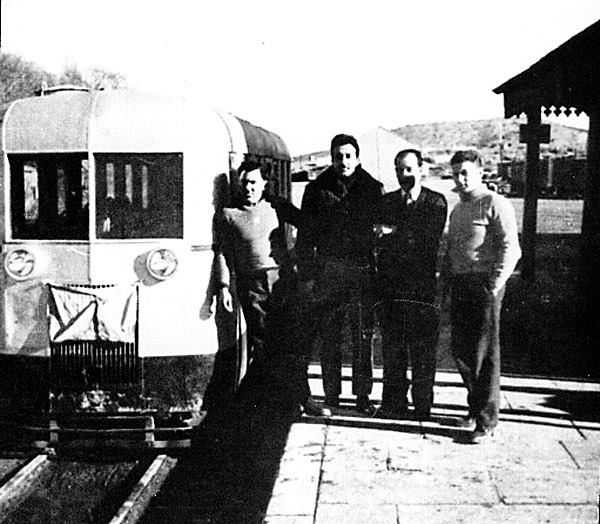
Ferrobús en la estación en los años 1950.

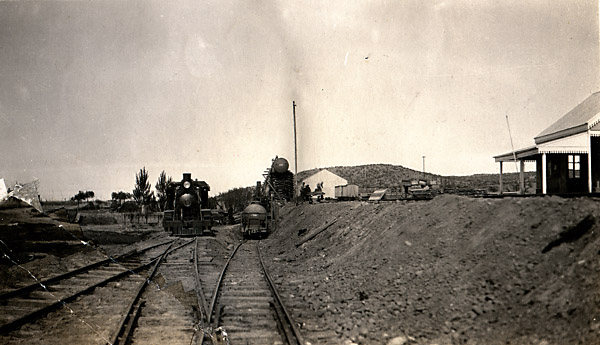
Locomotora Baldwin en los desvío de estación Dolavon.

Dolavon es una ex estación ferroviaria del Ferrocarril Central del Chubut ubicada en el Departamento Gaiman que unía la costa norte de la provincia del Chubut con la localidad de Las Plumas en el interior de dicha provincia. La estación se encuentra dentro de la localidad del mismo nombre, en el valle inferior del río Chubut.
Esta línea de ferrocarril funcionó desde el 11 de noviembre de 1888 (siendo el primer ferrocarril de la Patagonia Argentina), hasta el año 1961 en que clausurado.

## Toponimia

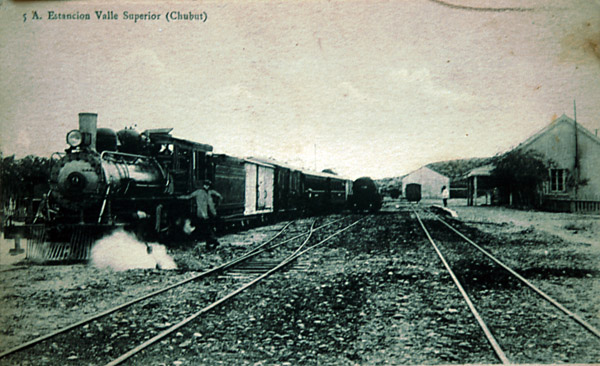
Postal donde se lee "Estación Valle Superior".

El nombre "Dolavon" es de origen galés (dôl = prado, afon = río): prado junto al río. Por lo que "Dolavon" significa "curva" o "vuelta" del río, no "prado" en este caso. Con anterioridad, cuando la estación fue inaugurada el 12 de octubre de 1915 fue denominada como Valle Superior, cambiándosele el nombre el día 8 de mayo de 1922.

## Funcionamiento
Un análisis de itinerarios de horarios de este ferrocarril a lo largo del tiempo demuestra la importancia de Dolavon como estación. Supo ser un punto siempre visitado por el ferrocarril en sus líneas. La importancia para el ferrocarril es que Dolavon es la última localidad importante productiva el valle del río Chubut. Si bien el área productiva abarcaba hasta Estación Boca de Zanja, Dolavon era el último pueblo, casi donde acababa lo civilizado y poblado. Además. Dolavon fue la terminal oeste de la línea por casi diez años desde su inauguración en 1915. Para su construcción, se debió construir el túnel de Gaiman. Años más tarde, a dos kilómetros al oeste de la estación (desvío km 106) se formó un almacén y una playa de depósito de materiales con varios desvíos para la extensión de la línea hacia el valle 16 de Octubre, que finalizó en la estación Alto de Las Plumas en 1925.
En  1915 un primer informe de horarios mostró la existencia de 3 tipos de líneas de Trelew a Madryn y de Trelew a Dolavon  y de Madryn a Dolavon. La primera  línea que abordaba el viaje de Madryn a Trelew corría martes y sábados desde las 7:00 horas con arribo a las 9:40 horas. Por otro lado, la segunda línea de Trelew a Dolavon funcionaba lunes, miércoles y viernes; partiendo a las 7:30 y con arribo a las 8:30. También, partía de tarde desde las 15:30 con llegada a Dolavon a las 17:00 horas. La duración del tiempo para unirse con Gaiman era de 40 minutos. Por último, la línea de Madryn a Dolavon realizaba el viaje completo del ferrocarril los miércoles partía desde la estación matriz desde las 7:00 y arribaba a la punta de riel Dolavon a las 17:00 horas.
Un segundo informe del año 1928 mostró al ferrocarril completamente dividido en dos líneas. Desde Madryn partía la línea «Central del Chubut» con destino a Dolavon, previo paso por las intermedias. El viaje salía desde Madryn a las 8 con arribo a este destino a las 12:05, con una mejora de tiempo. En tanto, el tren tardaba en unir Dolavon con Desvío km 95 18 minutos y con Trelew media hora en su viaje más rápido. Este viaje contenía una sub línea que tenía a Gaiman como destino final. Esta partía a las 7:00 y arribaba a destino a las 11:30 en su viaje más rápido. La segunda era llamada «A Colonia 16 de Octubre». Aunque el tren no arribaba a dicha colonia, lo hacía en combinación con buses. Esta línea recorría el resto del tendido hasta Alto de Las Plumas, sin embargo el punto de salida era Rawson y no Madryn. El viaje iniciaba a las 9:25 y culminaba a las 18:57. El tren en esta línea aceleraba su paso y arribaba a Dolavon a las 11:44. En tanto, los 20 kilómetros que la separaban del apeadero Kilómetro 125 eran cubiertos en  50 minutos. 
Un tercer informe de 1930 expuso unificadas las dos líneas anteriores y puso a Madryn como cabecera. El viaje partía de estación Puerto Madryn a las 7:30 y arribaba a Las Plumas a las 19:35. Se vio también como Rawson perdió el protagonismo frente a Trelew, que se mostró eje de otras líneas. En esta línea principal el tren arribaba a Dolavon a las 12:05 Se mostro una nueva línea de Trelew a Dolavon salía a las 18:55 con arribo a las 20:17. Por último, Madryn continuó con el viaje a Dolavon sin alteraciones como en 1928 y partiendo de la estación matriz a las 18:00 culminación a Dolavon a las 22:05.
El cuarto informe de 1934 mostró el viaje principal de la línea que partía desde Madryn a las 8:30 los miércoles con arribo a Alto de las Plumas 20:15. En todos los viajes el trayecto a Dolavon le infería a los trenes 4:15 minutos. En tanto, la distancia para unirse con Dolavon era de 20 minutos y con km 114 se requerían 20 minutos. En cuanto a km 114, solo  fue mencionado por este itinerario por primera y única vez.
El quinto informe de 1936 constató la mejoría en los tiempos de los viajes a vapor y la novedad de los coches motor. El viaje de larga distancia a Las Plumas se continuó haciendo a vapor. Este iniciaba a las 8:45 y culminaba 19:30. El paso por Dolavon era a las 12:50 . La línea a Madryn - Dolavon optimizó su tiempo iniciando a las 8:45 y culminando a las 12:50. Este informe arrojó que se cambió a Gaiman como punta de riel en favor de Dolavon en forma definitiva. En tanto, los ferrobuses cubrieron la línea de Trelew a Dolavon en 1 hora con salida a las 17:30 y arribo a las 18:30. Gracias a ello Dolavon se cubrió el tramo con Gaiman en 20 minutos. Esta línea era también recorrida a vapor con 25 minutos de diferencia en la tardanza de arribo.
El sexto informe del 1 de abril de 1938 expuso leves variaciones. El viaje principal partía los miércoles desde Madryn a Las Plumas a las 8:00 horas para arribar a las 19:30 horas. El tren alcanzaba Dolavon a las 12:30. Por otro lado, la línea Madryn-Dolavon fue ejecutada de 8 a 12:50 los lunes con trenes mixtos. Sin embargo, Trelew terminó reemplazando a Madryn como eje en los demás días. De este modo, el viaje Trelew - Dolavon se ejecutó en trenes mixtos los días martes de 11:25 a 12:50 y jueves de 17:40 a 19:00 en trenes mixtos. En tanto, los días lunes, martes, viernes y sábados el servicio se ejecutaba en ferrobuses de 17:40 a 18:40 con una mejoría de tiempos. Uno de los datos llamativos del itinerario es que solo describió los desvíos km 95, km 35 y a km 161 como los únicos desvíos en toda la línea.
El itinerario de Ferrocarriles del Estado del 15 de diciembre de 1940. El itinerario mostró que Dolavon fue paso de casi todas las líneas del ferrocarril: en primer lugar el viaje principal partía los miércoles desde Madryn a Las Plumas a las 7:45 horas, visita a Dolavon 12:45 y arribo a las 19:30 horas a Las Plumas; mientras que el regreso se emprendía desde Las Plumas los jueves las 7:00, con paso por Dolavon 12:30 y llegada a Madryn a las 17:30. Por otro lado, la línea Puerto Madryn-Dolavon se realizó los lunes y sábados desde las 7:45 y finalización 12:40 en Dolavon. En tanto, se retornaba desde Dolavon a las 13:00 y se llegada a Madryn a las 17:30 en el mismo día. Por último, la importancia de Trelew impuso que la estación sea eje de una línea a Dolavon. La misma partía en coche motor lunes, martes, jueves y viernes desde las 18:50 y arribaba a Dolavon 19:50. Por otra parte, el servicio se complementaba con trenes mixtos los domingos desde las 21:10 con llegada a Dolavon a a las 22:10 y el sábado se partía desde las 18:50 y culminación en Dolavon 20:10.
El informe de 1942 no brindó grandes variaciones con el de 1936. Solo que el servicio partía desde Madryn a Las Plumas a las 8:00 horas para arribar a las 19:30 horas. Con el mismo horario de arribo que el informe anterior. En tanto, la línea de Trelew a Dolavon continuó ejecutándose en 1 hora con salida a las 17:40 y arribo a las 18:40, pero solo con ferrobuses.

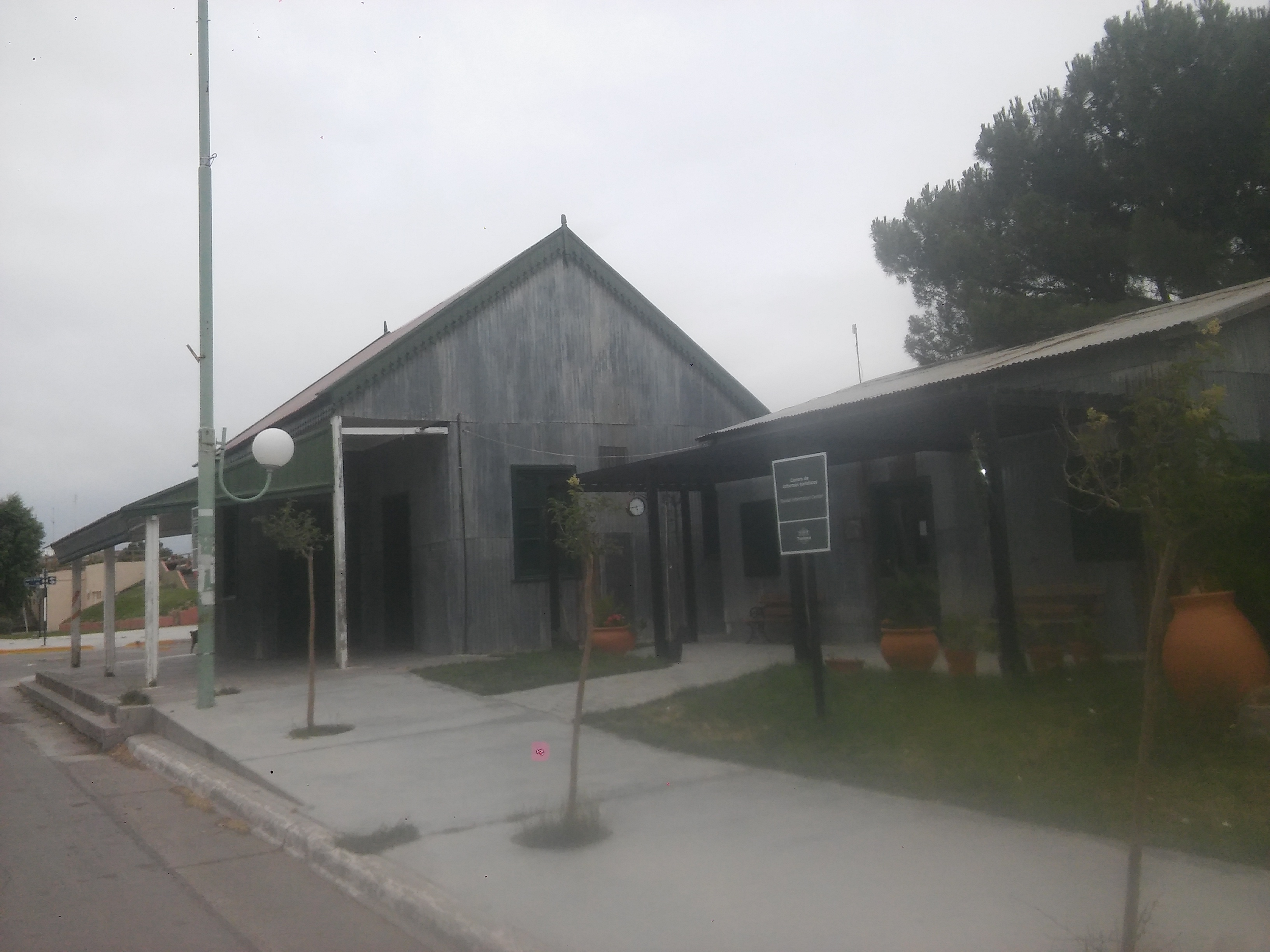
La estación en 2018 tras una restauración.

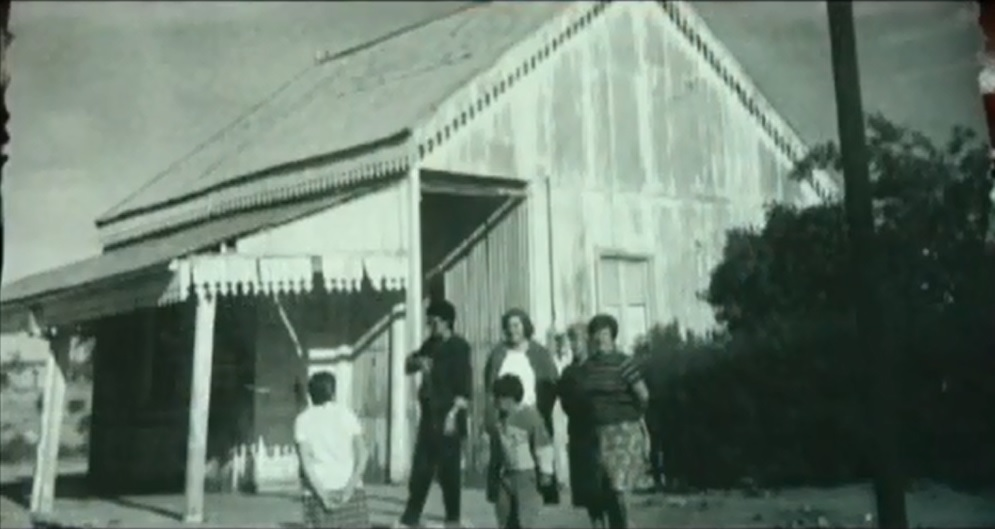
Familia en la estación hacia mediados del.

El itinerario de 1946 es uno de los más completos que abordó al ferrocarril. En este informe se comunicó la continuidad de existencia de la línea a Colonia 16 de octubre y la del Central del Chubut. El viaje partía siempre en trenes mixtos de cargas y pasajeros. El tren salía de Madryn a las 7:30, luego el viaje culminaba en Altos de Las Plumas a las 19:30. El tiempo de 12 horas de viaje se debió a que el mismo se hacía a vapor. Los servicios de trenes mixtos arribaban a esta estación a las 12:13, estando separada de km 95 por 40 minutos y de Boca de Zanja por 40 minutos. Este viaje solo se hacía los miércoles. En tanto, el servicio al valle del Chubut partía de Madryn 7:30 los días lunes y sábado. Esta línea arribaba más rápido, siendo 11:40 el momento de llagada. La línea podía terminar optativamente en Dolavon a o en Boca de Zanja a las 12:30. Por último, también se brindaba una línea a Trelew a Dolavon diaria con salida a las 20:30 y llegada a las  21:43. Los domingo se partía a las 21:35 y arribaba a las 22:43.
El mismo itinerario con fecha el 15 de diciembre de 1946 fue presentado por otra editorial y en el se hizo mención menos detallada de los servicios de pasajeros de este ferrocarril. El itinerario difirió principalmente en lo relacionado con varios puntos como estaciones y apeaderos que fueron colocados con otros nombres. Sin embargo, la diferencia más notable fue la ausencia de los desvíos km 22, km 50, km 106, km 114, km 122 y km 132. Solo se volvió a describir a km 95, km 35 y a km 161 como los únicos desvíos en toda la línea. Por último, desde este informe de horarios no se volvió a referir a Boca de la Zanja como terminal optativa de la línea Central del Chubut. De este modo, Dolavon terminó siendo la única terminal de la línea. 
El itinerario emitido el 10 de diciembre de 1948 describió el viaje de cargas por primera vez. Este viaje tenía paradas en todos los puntos hasta la punta de riel y la particularidad que iniciaba en Trelew los martes desde las 9 en forma condicional, pasando por Dolavon a las 10:25 y finalizando en Altos de Las Plumas a las 17:15; mientras que el  regreso se producía los viernes desde las 8:25 con paso por Dolavon  a las 14:10 y arribo a Trelew a las 15:55. En cuanto al viaje completo, iniciaba en Madryn a los jueves desde las 7:40, pasando por Dolavon a las 12:00 y finalizando en Altos de las Plumas a las 18:20. El regreso se producía los viernes desde las 9:20, previo paso por Dolavon a las 14:39 y arribo a Madryn a las 19:20. Por otra parte, la línea Madryn - Dolavon se llevó a cabo con trenes mixtos los miércoles y sábados desde las 7:40 y culminando a las 12 en Dolavon; mientras que el regreso se producía en los mismos días desde las 12:55 con arribo a Madryn a las 18:30. Por otro lado, la línea Trelew - Dolavon se realizó con trenes mixtos de lunes a sábados desde las 19:20 y arribo a Dolavon a las 20:20 y el domingo de 20:40 a 21:50. En tanto, el viaje de vuelta se desarrollaba todos los días desde las 7:15 con arribo a Trelew a las 8:20.   
Para el último informe de horarios de noviembre de 1955 se volvió a ver disociada a la estación Madryn del resto de las líneas. En este informe se comunicó que los servicios de pasajeros corrían desde las 10:30 de Trelew en trenes mixtos hacia Las Plumas con arribo a las 17:43. El tren pasaba por Dolavon a las 11:50. La distancia con apeadero kilómetro 95 se cubría en 20 minutos y para arribar a Boca de Zanja se necesitaba 50 minutos  Por último, la línea de Trelew a Dolavon salía a las 17:45 y ya no era más ejecutado por ferrobuses.

## Características e instalaciones

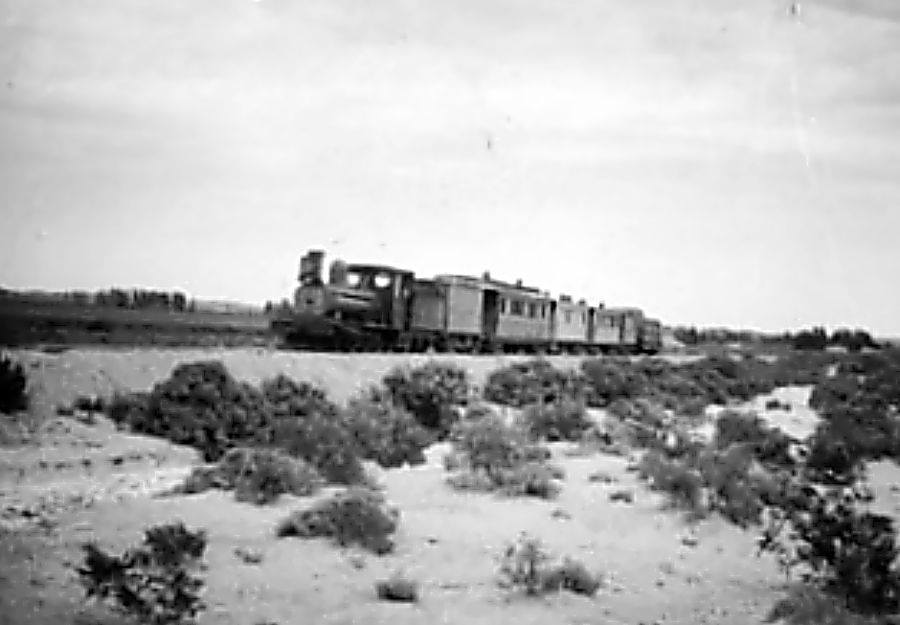
Tramo Gaiman - Dolavon ejecutado por una formación mixta.

La carga se centró principalmente en Dolavon en torno al despacho pasto (familia Blanco y Hughes) papas, semillas de alfalfa, garbanzo, carne (familias Mac Karthy y Hompanera) leche (familia de Cynlas Davies), manteca, queso y verduras que compraba Bonavía a los chacareros para luego despacharlo.
Existen tres fuentes que proporcionaron cual era la infraestructura de la vía auxiliar de este desvío: 
La primera es el itinerario de 1934 que arrojó: 
- Estanque (tanque) de 10 m3 .
- Galpón de 400 m2 .
- Vías auxiliares de 250 metros.
- Desvíos de 250 metros.
- 2 rampas de punta.
- 2 rampas de costado.
- 1 corral de 120 m2.
- 2 triángulos de inversión.
- Agua a 6 metros de profundidad.[16]

En cambió, el itinerario de 1940 afirmó que la estación contaba con:
- Tanque de 10 m³.
- Galpón de 400 m².
- Corral de 120 m².
- Triángulo de inversión.
- Agua a 6 metros de profundidad.
- Apartadero de 260 metros de longitud.

- Desvío de 1354 metros.

Por último, una recopilación de datos del itinerario de 1945 e informes de la época de clausura detalló que Dolavon era una estación de 1ª categoría capaz de brindar todos los servicios del ferrocarril: pasajeros, encomiendas, cargas y hacienda (P. E. C. H.). En cuanto a la hacienda, se recibía y despachaba con previo arreglo únicamente. Además, se informó:  
- Toma de agua.
- Tanque de 10 m³.
- Galpón de 400 m².
- Corral de 120 m².
- Triángulo de inversión.
- Apartadero de 260 metros de longitud.

- Desvío de 250 metros de longitud que en 1945 se ampliaría a 1354.[18]

Posiblemente, la diferencia entre ambos documentos se deba a una mejor medición, ampliación o un error en la recopilación de datos. 
El edificio de la estación ha sido restaurado y en el mismo se ha instalado un mini museo ferroviario, donde se muestra la importancia que tuvo el ferrocarril durante las primeras décadas del poblamiento europeo en la Patagonia. Durante los trabajos de restauración fue necesario levantar el viejo edificio de la estación con criques para ponerla en posición. Por otro lado, este punto era de los más importante del ferrocarril; dado que el posteo telefónico que acompañaba a los rieles tenía aquí un conmutador que derivaba las comunicaciones hacia el resto de los puntos del ferrocarril.

## Galería
|                                             |
| Extensión del ferrocarril cerca de Dolavon. |

|                                      |
| La estación hacia la década de 1910. |

|                               |
| Parte lateral de la estación. |